# Первое пробуждение

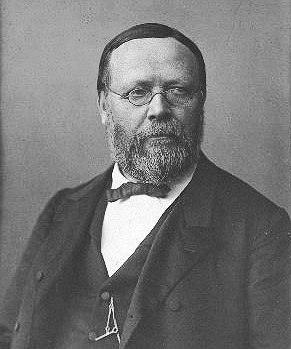
Кришьянис Валдемарс

Первое пробуждение (латыш. Pirmā atmoda) — движение культурного и национального возрождения латышей в 1850—1880 годов. Активистов этого движения называли младолатышами, которыми являлись преимущественно хорошо образованные люди, которые, выступая против господства балтийских немцев в Ливонии и Курляндии, заложили основу для современного латышского национального государства. На него оказали влияние европейские романтические националистические движения, такие как Молодая Германия и Чешское национальное движение. Большая часть деятельности младолатышей была посвящена образованию латышей, критике немцев и борьбе с предрассудками в отношении латышского языка, традиций и культуры.

## История
Движение зародилось в 1850-е годы в Дерптском университете, который в то время являлся единственным высшим учебным заведением в Лифляндской губернии, первыми его активистами стали около 30 этнических латышей-студентов. Кришьянис Валдемарс, студент из Курляндии, разместил в своей комнате в общежитии надпись, в которой обозначил себя латышом, что в то время было неслыханно. Очень скоро вокруг него образовался кружок из 10-13 студентов, которые организовывали «латышские вечера», во время которых обсуждали положение угнетённых немцами латышей. Юрис Алунан и Кришьянис Барон вскоре стали его лидерами.
Активисты движения издавали газеты «Mājas Viesis» и «Pēterburgas Avīzes». Сначала Первое пробуждение поддерживалось российскими властями, которые видели в нём инструмент в борьбе с влиянием Германии в регионе.

### Дайны и флаг
В 1868 году младолатыш Фрицис Бривземниекс занялся собиранием латышских народных песен, известных впоследствии как «дайны». Его работу продолжил Кришьянис Баронс, который в 1894 году опубликовал первую книгу дайн и впоследствии получил прозвище «Отца дайн» (латыш. Dainutēvs).
Другим выдающимся деятелем движения в области литературы был преподаватель Атис Кронвалдс, который обнаружил упоминание о красно-бело-красном флаге в Ливонской рифмованной хронике XIII века. Эти цвета в итоге легли в основу современного флага Латвии. Кронвалдс активно занимался просветительской деятельностью среди латышей и модернизировал латышский язык, введя в него множество новых слов.

### Создание Латышского общества
В 1868 году, изначально в качестве благотворительной организации для помощи жертвам эстонского голода, было создано Рижское латышское общество, занимавшееся организацией латышской культурной жизни в Риге и регионах. В рамках этой деятельности была создана первая латвийская театральная труппа во главе с Адольфом Алунаном, что привело к появлению драматического искусства на латышском языке.

### Будущий гимн
В 1873 году в Риге был проведён первый Праздник песни и танца, основу которого составили латышские народные песни. Среди новых же песен, которые должны были исполняться там, была и сочинённая Карлисом Бауманисом, впоследствии ставшая национальным гимном Латвии. Первое публичное исполнение песни состоялось в 1873 году на одном из вступительных мероприятий в Рижском латышском обществе, когда её исполнил мужской хор Балтийской семинарии.
В 1895 году «Dievs, svētī Latviju!» наконец попало в репертуар Праздника песни — уже четвёртого по счету, что привело к невиданной популярности песни. В Российской империи её исполнение не было запрещено, однако цензоры настаивали на замене слова «Латвию» на «Балтию», которое, к тому же, изначально стояло в третьей строке авторского текста. Поэтому на рубеже XIX-XX веков народный гимн нередко публиковался под названием «Dievs, svētī Baltiju!». Современный текст гимна, уже без упоминания Балтии, закрепился во время революции 1905 года; с такими изменениями в тексте согласился и сам Карлис Бауманис.

### Национальный эпос
В 1888 году был впервые опубликован национальный героический эпос «Лачплесис», созданный латышским поэтом, штабс-капитаном Русской императорской армии Андреем Пумпуром.

### Последующие политические течения
Первое пробуждение вскоре сошло на нет, поскольку латвийское общество стало более зрелым и стало проявлять интерес к новым политическим и научным идеями. Многие из ведущих младолатышей умерли в молодом возрасте или вели деятельность в России, вдали от дома. Латыши в это время также попали под волну русификации, во время которой использование латышского языка в школах было запрещено.
Первое пробуждение сменилось движением «Новое течение» (латыш. Jaunā strāva), которое было гораздо более политизированным, что привело к созданию Социал-демократической партии.
Интерес деятелей Первого пробуждения к фольклору был подхвачен балтийским неоязыческим движением Диевтуриба, созданным в 1920-х годах Эрнестом Брастиньшем.